# Cirque du Soleil

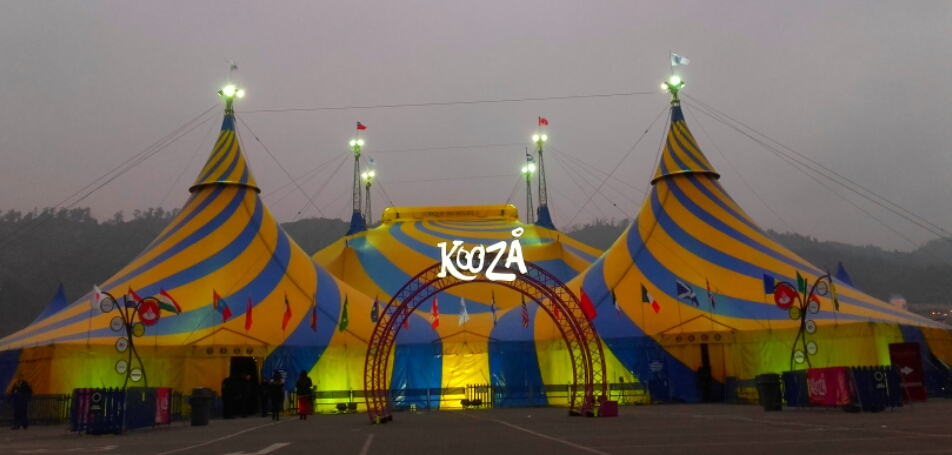
Koozås grand chapiteau in Santiago, Chili, 2016

Het Cirque du Soleil is een wereldwijd optredend samenwerkingsverband van groepen artiesten.
Cirque du Soleil werd opgericht in 1984 door twee voormalige straatartiesten, Guy Laliberté en Daniel Gauthier. De thuisbasis van het Cirque du Soleil is Montreal in Quebec in Canada. Aan Cirque du Soleil doen artiesten van over de hele wereld mee. Er is een aantal vaste shows in Amerika en er zijn rondreizende shows in Amerika, Europa, Azië en Oceanië. Het Cirque du Soleil wordt gezien als een inspirator van het circus-theater, een variant waarbij de circusnummers worden gecombineerd met muziek, zang en dans. Er wordt in het Cirque du Soleil niet met dieren gewerkt. De belangrijkste disciplines zijn jongleren, trapeze, acrobatiek en clownerie. 

## Tijdlijn
- 1984: Cirque du Soleil ontstaat als onderdeel van de festiviteiten rondom het 450-jarig jubileum van de aankomst van ontdekkingsreiziger Jacques Cartier in Canada. Het Cirque du Soleil is gebaseerd op een geheel nieuw concept: een opvallende, dramatische mengeling van circuskunsten en straatamusement, met opvallende kostuums en belichting en originele muziek. De voorstelling debuteert in het kleine plaatsje Gaspé in Quebec en wordt vervolgens in tien andere plaatsen in de provincie uitgevoerd. De eerste blauw met gele circustent heeft 800 zitplaatsen.
- 1985: Na de voorstellingen in Quebec verlaat Cirque du Soleil voor het eerst de thuisprovincie om op te treden in het nabijgelegen Ontario.
- 1986: De volgende show van Cirque du Soleil, La Magie continue, reist naar acht andere steden verspreid door Canada. Het gezelschap wordt ook internationaal een bekende naam, doordat de voorstellingen worden onderscheiden op competities en festivals over de hele wereld.
- 1987: Cirque du Soleil bezoekt voor het eerst de VS. Na grote successen in vijf steden in Quebec wordt We Reinvent the Circus (wij vinden het circus opnieuw uit) uitgevoerd in drie steden in Californië.
- 1988: We Reinvent the Circus vervolgt zijn tournee door Noord-Amerika, na een korte tussenstop bij de Olympische Spelen in Calgary.

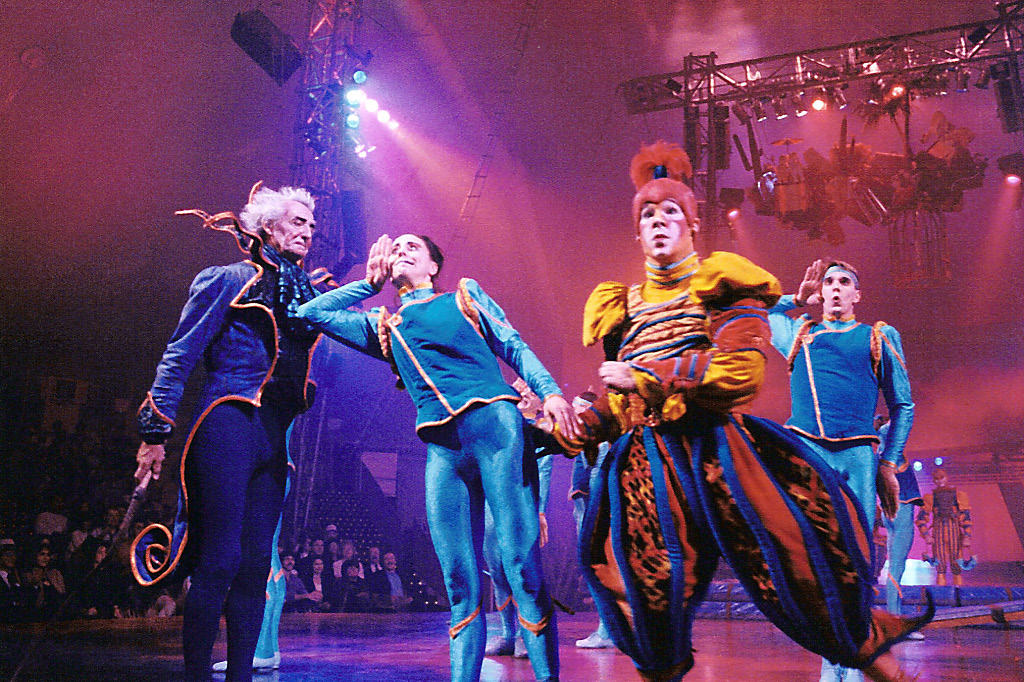
Afsluitende act van Nouvelle Expérience, 1993

- 1990: De show Nouvelle Expérience opent in een nieuwe circustent met ruimte voor 2500 toeschouwers. Met deze nieuwe productie breekt Cirque du Soleil alle eerdere kaartverkooprecords en besluit voor het eerst een uitstapje naar Europa te gaan maken met de voorstelling We Reinvent the Circus.
- 1991: Nouvelle Expérience vervolgt de tocht door Noord-Amerika. Tegen het einde van de uitgebreide tournee door Canada en de VS hebben 1,3 miljoen toeschouwers de voorstelling bezocht.
- 1992: Cirque du Soleil vergaart bekendheid in Japan met de voorstelling Fascination, een samenstelling van de beste nummers uit voorgaande shows. Ondertussen verenigt Cirque du Soleil zich in Europa met het Zwitserse Circus Knie en treedt op in meer dan zestig plaatsen in dat land. In Noord-Amerika debuteert het gezelschap in Las Vegas als voor de show Nouvelle Expérience een contract voor een jaar wordt aangegaan voor de circustent van het Mirage Hotel. Cirque voegt een show toe aan het repertoire: Saltimbanco.
- 1993: Na het succes van Nouvelle Expérience in Las Vegas verhuist Cirque du Soleil naar een speciaal voor hen gebouwd theater in het nieuwe Treasure Island-hotel. Er wordt een contract voor tien jaar ondertekend met Mirage Resorts voor de show Mystère.
- 1994: In 1994 begint Saltimbanco in Tokio aan een tournee van zes maanden. In hetzelfde jaar viert Cirque du Soleil zijn tienjarig jubileum met een nieuwe voorstelling, Alegría.
- 1995: Saltimbanco vertrekt naar Europa. Amsterdam wordt het nieuwe Europese hoofdkwartier van Cirque du Soleil.
- 1996: In april start Cirque in Montreal met Quidam. Dit is geen circus en geen theater, maar acrobatiek. Ondertussen vervolgt Saltimbanco de tournee door Europa, terwijl Alegría naar Japan vertrekt voor een tournee van een paar maanden.
- 1997: Quidam trekt veel toeschouwers in de VS. Alegría begint een paar weken later aan een tournee door Europa. Het jaar 1997 begint met de opening van het internationale hoofdkwartier in Montreal genaamd The Studio, waar alle voorstellingen van Cirque du Soleil worden opgezet en geproduceerd.
- 1998: Terwijl Alegría doorgaat met de tournee van twee jaar door Europa, beëindigt Quidam de tournee door de VS. Bovendien gaat in oktober 1998 in het Bellagio in Las Vegas de tweede residerende show "O" in première. Dit is de eerste watershow van Cirque du Soleil. In december 1998 opent Cirque du Soleil nog een permanente show, La Nouba, in het Walt Disney Resort nabij Orlando in Florida. Cirque du Soleil heropent Saltimbanco en stuurt de show op tournee door Pacifisch Azië.
- 1999: Op 4 maart beleeft Amsterdam de Europese première van Quidam, dat daarna een tournee van drie jaar door Europa maakt. Daarnaast begint de nieuwste productie Dralion in Montreal aan een tournee door Noord-Amerika. Multimedia-afdeling Cirque du Soleil Images brengt haar eerste speelfilm, Alegría, uit gebaseerd op de gelijknamige voorstelling.
- 2000: Eerste vertoning van Cirque du Soleil op het IMAX-scherm bij de wereldpremière van Journey of a Man, geproduceerd door Sony Pictures Classics.
- 2001: Alegría begint aan een tournee door Pacifisch Azië. Cirque du Soleil Images neemt de voorstelling Alegría op voor televisie en Cirque du Soleil presents Alegría wordt in de herfst uitgezonden.
- 2002: In april wordt Varekai, een vijfde rondtrekkende voorstelling toegevoegd aan de zeven shows van Cirque du Soleil die alle tegelijkertijd worden opgevoerd in 2002.
- 2003: Quidam begint aan een tournee door Japan en twee nieuwe residerende shows worden opgezet voor Las Vegas. Zumanity vindt plaats in augustus. Dit is een voorstelling voor volwassenen in het New York-New York Hotel & Casino in Las Vegas. De opnamen voor een nieuwe televisieserie, Solstrom, de eerste die volledig door Cirque Images geproduceerd wordt. In 2003 trekt de voorstelling Saltimbanco 175.000 bezoekers in Oostende (België).
- 2004: In 2004 viert Cirque du Soleil zijn 20-jarig jubileum. Dit doet het onder andere door de televisieserie Solstrom uit te brengen. Ook gaat het gezelschap weer eenmalig de straat op om deel uit te maken van het Montreal International Jazz Festival. In de herfst opent Cirque du Soleil KÀ, een nieuwe residerende show, in de MGM Grand in Las Vegas en bereidt het twee aanvullende producties voor: een nieuwe rondtrekkende voorstelling voor april 2005 en een residerende show geïnspireerd op The Beatles, die in 2006 in première ging. In september gaat Cirque du Soleil Musique van start.
- 2005: Celebrity Cruises onthult een nieuw concept voor scheepsamusement, ontwikkeld door Cirque du Soleil aan boord van twee van zijn cruiseschepen. Het jaar 2005 wordt ook gemarkeerd door de première van Corteo.
- 2006: Delirium start zijn Noord-Amerikaanse tournee. Cirque du Soleil bereidt een vijfde residerende show voor: Love, een voorstelling waarbij de muziek van The Beatles wordt gebruikt. Cirque du Soleil gaat met Saltimbanco toeren door Chili, Argentinië en Brazilië.
- 2007: Op 3 mei gaat de voorstelling Koozã in première. Cirque du Soleil opent in de herfst ook een project in New York: de show Wintuk zal daar een winterverhaal vertellen.
- 2008: Cirque du Soleil opent twee nieuwe projecten, één in Macau (China) en één in Tokio in het Disney Worldpark.
- 2011: Op 4 januari van dat jaar beleeft de show Corteo in Brussel de Europese première.

Op 7 oktober gaat in Ottawa de Michael Jackson: The Immortal World Tour in première. Deze show ging, na in Noord-Amerika begonnen te zijn, ook naar Europa.
- 2012: In Montreal gaat in mei de voorstelling Amaluna in première, met onder meer de actrice Pepa Plana, die daarop op tournee zal gaan met de Grand Chapiteau, beginnende in Canada en de Verenigde Staten.[1]
- 2013: Sarah 'Sassoon' Guyard-Guillot, die al 22 jaar acrobatiek beoefent, komt op 31-jarige leeftijd om het leven door een ongeval. Op 29 december 2013 wordt in Antwerpen de laatste voorstelling van Alegría gespeeld.
- 2014: In januari presenteert Cirque du Soleil de nieuwe voorstelling KURIOS - Cabinet of Curiosities. De voorstelling wordt op 24 april voor het eerst opgevoerd in Montreal.
- 2015: oprichter Laliberté verkoopt 90% van Cirque du Soleil aan een private equity-onderneming TPG Global voor 1,5 miljard dollar[2]
- 2016: Cirque du Soleils Amaluna toert voor de tweede keer in Europa.
- 2020: Door de coronapandemie worden alle lopende shows afgelast.[2] Op 29 juni heeft Cirque du Soleil het faillissement aangevraagd.
- 2020: In juli 2020 kan Cirque du Soleil een doorstart maken door een overname van een groep schuldeisers, onder leiding van het Canadese fonds Catalyst Capital Group.

## Fotogalerij

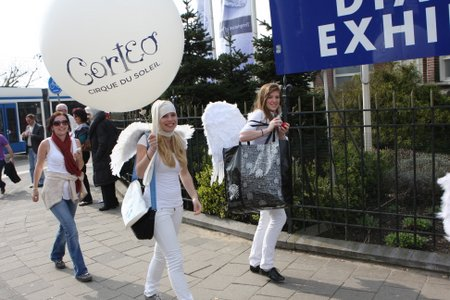
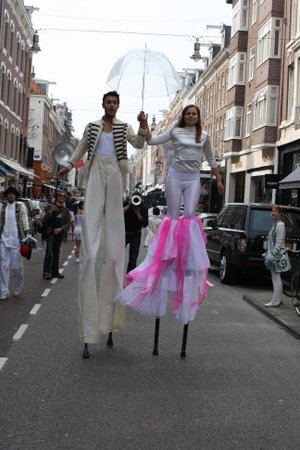
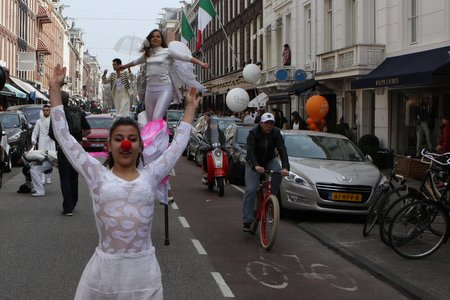
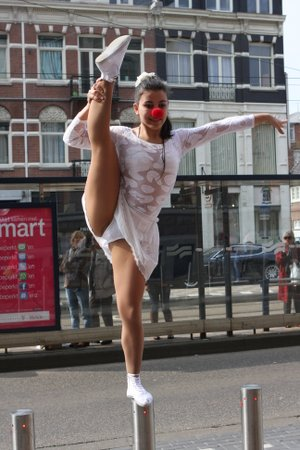
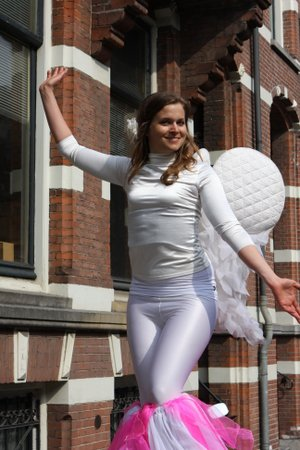
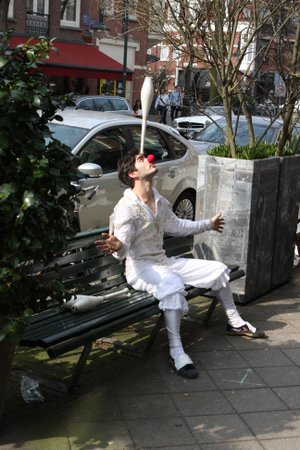
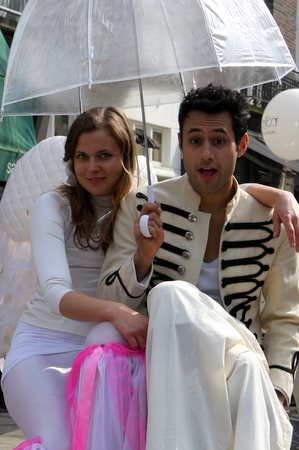

## Nederlandse en Belgische artiesten
Op 31 maart 1997 vonden bij het Olympisch Stadion in Amsterdam audities voor Cirque du Soleil plaats. Getalenteerden uit heel Nederland kwamen deze dag langs om hun kunsten te vertonen. Voor slechts een handjevol artiesten was er een plaats in finale beschikbaar. Na intensieve dans- en acrobatieronden in de ‘Grand Chapiteau’ mochten zes artiesten een certificaat in ontvangst nemen.
- Marc Dammers (trampoline)
- Marcel Didden (turnen)
- Martijn Augustijn (turnen)
- Thamar Christian Maarten Vijent (musical)
- Eugène Jans (turnen, musical)
- Ton van Dort (drummer/percussionist). Vanaf april 2009 is hij percussionist in de show Varekai

Onder de weinige Nederlandse artiesten van Cirque du Soleil bevonden zich de turnster Elvira Becks, die meedeed in Alegría en Saltimbanco, en Goos Meeuwsen, die een personage speelde in Love. Bimbo Gomero was een solo-danser en acrobaat in de show Delirium. Renske Endel werd na haar actieve carrière als turnster door Cirque du Soleil benaderd, maar bedankte.
De oprichters van Soleil werkten ervoor in Theatrecircus Senso (v.k.) Duo Ramblas met Etha Struick en Gerda van Opzeeland werden als een van de eerste Nederlandse Circusartiesten in 1987 hun opvolgers in Senso (Regie Circus Oz). De oprichters keerden terug naar Canada.
Ook een handvol Belgische artiesten heeft in shows van Cirque du Soleil opgetreden, onder wie acrogym-turners Laure De Pryck en Nicolas Vleeshouwers (beiden in Ovo).
In 2015 trad de Belgische gymnast (trampoline), Quinten Mangelschots, op in de show Amaluna. Hij sprong op het teeterboard.
In 2016 startte Eric Koller, een Nederlandse cabaretier, als hoofdclown van de show Luzia.
Geert Chatrou uit Mierlo speelt sinds 2018 mee in Corteo.

## Rondreizende voorstellingen
- Saltimbanco (afgelopen)
- Alegría (afgelopen)
- Quidam (afgelopen)
- Dralion (afgelopen)

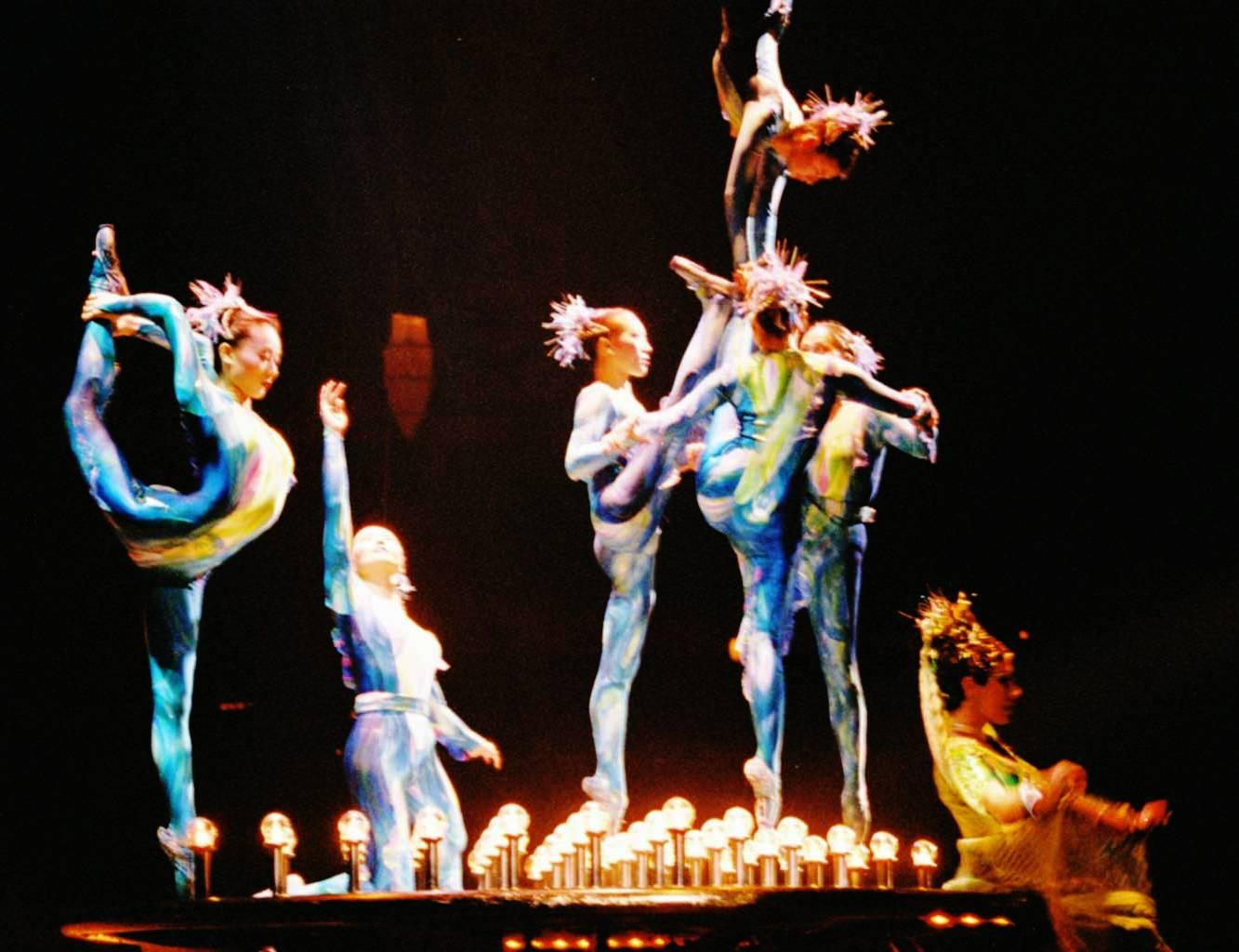
Beeld uit een voorstelling van Dralion in Wenen

- Varekai actueel:/ volgende: Beiroet
- Corteo (België)
- Koozå volgende Sydney
- OvO actueel:/ Manchester (VS) Rotterdam (Nederland), 2024 in België (Lotto Arena)
- TOTEM actueel: Osaka Volgend: Nagoya
- Michael Jackson: The Immortal World Tour (afgelopen)
- Zarkana (afgelopen)
- Amaluna vorige: actueel: Manchester
- KURIOS - Cabinet of Curiosities Actueel: Washington D.C. volgende: New York en London / 2023 in België (Brussel)
- Delirium (afgelopen)
- Toruk augustus 24 te Nashville
- Volta actueel: Toronto volgende: San Francisco
- Crystal (2022-2023 in België)

## Voorstellingen met een vaste locatie
- "O" in Bellagio, Las Vegas
- Mystère in Treasure Island, Las Vegas
- La Nouba in Disney World, Orlando
- KÀ in MGM Grand, Las Vegas
- Les Chemins Invisibles is een gratis voorstelling (doorgaans vanaf de laatste week in juni t/m het eerste weekend in september) in Quebec, QC, Canada, die ieder jaar verandert
- Love in hotel en casino The Mirage, Las Vegas. Een show met de muziek van The Beatles
- Zumanity, de erotische kant van Cirque du Soleil in New York-New York Hotel & Casino, Las Vegas.
- CRISS ANGEL Believe, Luxor Hotel, Las Vegas (afgelopen).
- Wintuk, in Madison Square Garden, New York.(afgelopen)
- JOYÀ, in Riviera Maya, (Mexico)
- Zaia, in het hotel en casino The Venetian Macao, Macau, China.(afgelopen)
- Zed, in Cirque du Soleil theatre, Tokio, Japan.(afgelopen)
- Viva Elvis, Aria Resort & Casino at city center, Las Vegas.(afgelopen)
- IRIS, Kodak Theatre, Los Angeles.(afgelopen)
- Paramour, Lyric Theatre, Broadway, New York.

## Discografie

### Dvd's
| Dvd's met hitnoteringen in de DVD Top 30 | Datum van verschijnen' | Datum van binnenkomst | Hoogste positie | Aantal weken | Opmerkingen     |
| ---------------------------------------- | ---------------------- | --------------------- | --------------- | ------------ | --------------- |
| All together now                         | 2008                   | 01-11-2008            | 28              | 1            | met The Beatles |

### NPO Radio 2 Top 2000
| Nummer met noteringen in de NPO Radio 2 Top 2000 | '06  | '07  | '08  | '09  | '10  | '11  | '12  | '13  |
| ------------------------------------------------ | ---- | ---- | ---- | ---- | ---- | ---- | ---- | ---- |
| Alegría                                          | 1372 | 1228 | 1877 | 1792 | 1768 | 1541 | 1133 | 1591 |

1. ↑  Een vetgedrukt getal geeft de hoogste notering aan.
2. ↑  2006 was het eerste jaar met een notering voor dit nummer.
3. ↑  Deze tabel is bijgewerkt tot en met de laatste editie (2024).

Cirque du Soleil had in 1997 een Top 40-hit met Alegría.